# 夏洛特·卢茨
夏洛特·卢茨（法語：Charlotte Lutz，2005年5月17日—），法国女子乒乓球运动员，2023年欧洲乒乓球锦标赛女子团体铜牌得主、2024年世界乒乓球锦标赛女子团体铜牌得主。她的姐姐卡米耶·卢茨同样也是乒乓球运动员。